# Pettit National Ice Center
Pettit National Ice Center is de overdekte ijsbaan van Milwaukee. De hal werd geopend op 31 december 1992 en is vernoemd naar de filantropen Jane en Lloyd Pettit.
De hal staat in West Allis, een voorstad van Milwaukee. Naast een 400-meter-ijsbaan omvat de hal ook twee 30x60 meter schaatsbanen. De 400 meter ijsbaan is de opvolger van State Fair Park waar van 1967 tot 1991 schaatswedstrijden werden gehouden. De overdekte schaatsbaan is de officiële thuisbasis van het Amerikaanse shorttrack- en langebaanteam.
De ijsbaan werd officieel geopend door Bonnie Blair en Dan Jansen. Zij reden als eersten een rondje over de ijsbaan.
Kijkend naar de baanrecords is het Pettit National Ice Center de nummer 14 op de Lijst van snelste ijsbanen ter wereld (in maart 2024). Hierbij moet worden aangetekend dat er windturbines in de hal staan die voor een positieve windcirculatie kunnen zorgen, wat tijden mogelijk vertekent.

## Grote wedstrijden
Wereldkampioenschappen
- 1995 - WK sprint
- 2000 - WK allround

WK-kwalificatietoernooien
- 1999 - WK-kwalificatie
- 2001 - WK-kwalificatie
- 2007 - WK-kwalificatie

Overige internationale toernooien
- 2020 - 4CK afstanden

Nationale kampioenschappen
- 2001 - AK sprint
- 2004 - AK sprint
- 2005 - AK afstanden
- 2005 - AK allround
- 2006 - AK afstanden
- 2007 - AK afstanden
- 2007 - AK allround
- 2007 - AK sprint
- 2009 - AK allround

## Baanrecords
| Afstand              | Schaatser                                 | Land | Tijd     | Datum      |
| -------------------- | ----------------------------------------- | ---- | -------- | ---------- |
| 100 m                | Yu Fengtong                               | CHN  | 09,66    | 26-11-2005 |
| 500 m                | Jordan Stolz                              | USA  | 33,91    | 01-02-2025 |
| 1000 m               | Jordan Stolz                              | USA  | 1.06,16  | 31-01-2025 |
| 1500 m               | Jordan Stolz                              | USA  | 1.41,46  | 01-02-2025 |
| 3000 m               | Ethan Cepuran                             | USA  | 3.40,78  | 21-10-2023 |
| 5000 m               | Sander Eitrem                             | NOR  | 6.04,74  | 31-01-2025 |
| 10.000 m             | Ethan Cepuran                             | USA  | 13.09,04 | 07-01-2023 |
| Ploegenachtervolging | Hayden Mayeur Kaleb Muller Jake Weidemann | CAN  | 3.44,36  | 02-02-2020 |
| 2×500 m              | Tucker Fredricks                          | USA  | 69,870   | 14-12-2011 |
| Sprintvierkamp       | Jeremy Wotherspoon                        | CAN  | 139,220  | 26-11-2005 |
| Minivierkamp         | Laurence Ducker                           | USA  | 155,638  | 03-03-2007 |
| Kleine vierkamp      | Trevor Marsicano                          | USA  | 154,952  | 03-03-2007 |
| Grote vierkamp       | Shani Davis                               | USA  | 151,741  | 20-12-2006 |

| Afstand              | Schaatsster                                     | Land | Tijd     | Datum      |
| -------------------- | ----------------------------------------------- | ---- | -------- | ---------- |
| 100 m                | Sayuri Osuga                                    | JPN  | 10,41    | 26-11-2005 |
| 500 m                | Femke Kok                                       | NED  | 37,02    | 02-02-2025 |
| 1000 m               | Miho Takagi                                     | JPN  | 1.13,56  | 31-01-2025 |
| 1500 m               | Joy Beune                                       | NED  | 1.52,11  | 01-02-2025 |
| 3000 m               | Francesca Lollobrigida                          | ITA  | 3.54,73  | 31-01-2025 |
| 5000 m               | Gunda Niemann                                   | GER  | 7.02,11  | 06-02-2000 |
| 10.000 m             | Melissa Dahlmann                                | USA  | 15.49,11 | 26-01-2013 |
| Ploegenachtervolging | Brianna Bocox Mia Manganello Paige Schwartzburg | USA  | 3.02,55  | 02-02-2020 |
| 2×500 m              | Heather Richardson                              | USA  | 74,770   | 09-01-2015 |
| Sprintvierkamp       | Chiara Simionato                                | ITA  | 152,995  | 26-11-2005 |
| Minivierkamp         | Kali Christ                                     | CAN  | 167,324  | 04-02-2011 |
| Kleine vierkamp      | Claudia Pechstein                               | GER  | 163,830  | 05-02-2000 |